# Præstbro
Præstbro ist eine dänische Ortschaft mit 235 Einwohnern (Stand 1. Januar 2023) im Norden Dänemarks. Die Ortschaft liegt im Kirchspiel Albæk-Lyngså (Albæk-Lyngså Sogn), das bis 1970 zur Harde Dronninglund Herred im damaligen Hjørring Amt gehörte. Mit der Auflösung der Hardenstruktur wurde das Kirchspiel in die Kommune Sæby im neugegründeten Amt Nordjütland aufgenommen, die Kommune wiederum ging mit der Kommunalreform zum 1. Januar 2007 mit anderen Kommunen in der erweiterten Kommune Frederikshavn auf, die zur Region Nordjylland gehört.
Præstbro liegt etwa zwei Kilometer westlich von Schloss Voergård, circa sieben Kilometer südlich von Dybvad, knapp acht Kilometer westlich von Lyngså und etwa zwölf Kilometer südwestlich von Sæby.